# The Chosen One (sèrie de televisió de 2023)
The Chosen One és una sèrie de televisió fantàstica estatunidenca. La sèrie està basada en la sèrie de còmics American Jesus de Mark Millar i Peter Gross, i segueix a un noi que descobreix que té les habilitats de Jesucrist, i està destinat a enfrontar-se a l'Anticrist. A diferència del material original, la sèrie es desenvolupa a Mèxic i no als Estats Units. Everado i Leopoldo Gout són els showrunners, mentre que Bobby Luhnow, Dianna Agron, Lilith Curiel, Juan Anguamea, Jorge Javier Arballo, Alberto Pérez-Jácome, Patricio Serna, Carlos Bardem, Alfonso Dosal, Sofía Sisniega, Eileen Yáñez i Tenoch Huerta protagonitzen la sèrie. La seva estrena en Netflix va ser el 16 d'agost de 2023.

## Premissa
| « | Jodie, un nen de dotze anys de Baixa Califòrnia, descobreix de sobte que té poders semblants als de Jesús: pot convertir l'aigua en vi, fer que els lesionats caminin i, tal vegada, fins a ressuscitar als morts! Mentre els líders evangèlics i yaquis del poble intenten que usi els seus poders per a salvar a la humanitat, l'única cosa que Jodie vol és impressionar a la noia que li agrada i enfrontar-se als seus pinxos. Mentre Jodie lluita i acaba acceptant el seu destí, tot es torça quan s'adona que ha descobert la veritat sobre la seva identitat. | » |

## Repartiment
- Bobby Luhnow com Jodie Christianson / El fill de Satanàs[2]
- Dianna Agron com Sarah / Marie Christianson / Nova Mare de Déu
- Lilith Curiel com Magda / Nova Maria Magdalena[2]
- Juan Anguamea com Tuka[2]
- Jorge Arballo Osornio com Hipólito[2]
- Alberto Pérez-Jácome com Wagner[2]
- Patricio Serna com Angelo[2]
- Carlos Bardem com a Pare Cruz[3]
- Alfonso Dosal com a Pare O'Higgins[2]
- Tenoch Huerta com Lemuel[2]
- Alejandro Edda com Mestre Hernández[2]
- Francisco Barreiro com a Miner[2]
- Sonia Couoh com Miss Sonia[2]
- Fabrina Meló com a Infermera Lili B. / Disfressa 1 / Sirena Lilith[2]
- Sofia Sisniega com Elena / Disfressa 2[4]
- Eileen Yáñez com a Miss Dolores / Disfressa 3[2]

## Episodis
El Elegido està programada per a tenir un total de sis episodis, amb Everado Gout dirigint tots els episodis, i Everado i Leopoldo Gout, Jorge Dorantes, Kevin Rodríguez, Iturri Fada i Tina de la Torre programats per a escriure els episodis.
| Núm. | Títol            | Direcció      | Guió                                           | Data d'estrena original |
| ---- | ---------------- | ------------- | ---------------------------------------------- | ----------------------- |
| 1    | «The Arrival»    | Everardo Gout | Jorge Dorantes, Everardo Gout i Leopoldo Gout  | 16 d'agost de 2023      |
| 2    | «Miracles?»      | Everardo Gout | Iturri Sosa i Jorge Dorantes                   | 16 d'agost de 2023      |
| 3    | «The Awakening»  | Everardo Gout | Kevin Rodriguez and Jorge Dorantes             | 16 d'agost de 2023      |
| 4    | «True or False?» | Everardo Gout | Tina de la Torre i Jorge Dorantes              | 16 d'agost de 2023      |
| 5    | «Faith»          | Everardo Gout | Jorge Dorantes i Kevin Rodriguez               | 16 d'agost de 2023      |
| 6    | «Revelation»     | Everardo Gout | Jorge Dorantes i Everardo Gout & Leopoldo Gout | 16 d'agost de 2023      |

## Producció
El que han fet amb això és senzillament magistral.... Sembla Roma o Cidade de Deus, una sèrie de sis parts d'una bellesa absoluta i m'ha encantat cada segon d'això.... [la sèrie és] una història de terror, però també de maduresa i té un aire a Compta amb mi... 
Inicialment, la trilogia de còmics de Mark Millar i Peter Gross American Jesus anava a ser adaptada al cinema al març de 2009, amb Matthew Vaughn com a director i productor sota el seu Marv Films amb Kris Thykier, després de col·laborar amb Millar a Kick-Ass (2010). Tanmateix, Vaughn va negar que estigués dirigint la pel·lícula, i va afirmar que només havia estat discutint amb Millar. Waypoint Entertainment també anava a estar involucrada, i va intentar reiniciar el projecte en 2016.
Al juliol de 2018, es va anunciar l'adaptació d'una sèrie de televisió multilingüe del còmic (al costat d'altres propietats de Millarworld) per a Netflix, amb Everardo i Leopoldo Gout com showrunners i productors executius, i el primer també com a director.
La fotografia principal anava a començar en algun moment de la primavera de 2020, però es va retardar a causa de la pandèmia de COVID-19. El rodatge va començar finalment el 25 d'abril de 2022, a Baixa Califòrnia, Mèxic. El 16 de juny de 2022, es va produir un accident amb una furgoneta fora del set en el qual van morir dos membres del repartiment, i van resultar ferits sis membres de l'equip de la sèrie, a conseqüència que un nou conductor anava a gran velocitat combinat amb què la majoria dels passatgers no portaven posat el cinturó de seguretat, la qual cosa va portar a la productora Redrum a suspendre temporalment la producció. A més, un escriptor de la sèrie, Rick Zazueta, havia afirmat en un Facebook post thay altres membres de l'elenc ha expressat la seva preocupació per "qüestions logístiques i de transport" abans de l'accident.
La sèrie va tenir el seu primer cop d'ull en l'esdeveniment Tudum de Netflix de 2022, on es va anunciar a Tenoch Huerta i Dianna Agron com a part del repartiment.

## Llançament
Al març de 2023, Netflix va anunciar oficialment la sèrie, a més de revelar un nou pòster artístic. Al juny, es va estrenar el primer teaser tràiler en l'esdeveniment Tudum d'aquest any.
The Chosen One es va emetre a tot el món el 16 d'agost de 2023 en Netflix com una sèrie de sis parts.